# Aleksandr Poesjkin
Aleksandr Sergejevitsj Poesjkin (Russisch: Александр Сергеевич Пушкин) (Moskou, 6 juni 1799 – Sint-Petersburg, 10 februari 1837, of 26 mei 1799 – 29 januari 1837 volgens de juliaanse kalender) was een Russisch dichter. Poesjkin wordt algemeen beschouwd als de grootste Russische dichter, en tevens als een van de grootste dichters uit de wereldliteratuur. Samen met andere grote Russische schrijvers, zoals Lermontov, Gogol, Toergenjev, Tjoettsjev, Dostojevski, Tolstoj en Tsjechov behoort Poesjkin tot de zogenoemde gouden eeuw van de Russische literatuur.

## Leven

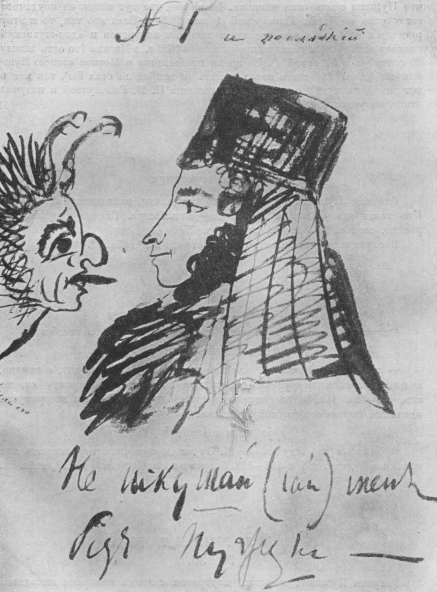
Zelfportret met duivel (1829), tekening door Aleksandr Poesjkin

Poesjkin werd geboren in Moskou als zoon van een (verarmd) adellijk geslacht. Zijn overgrootvader langs moederszijde was Abram Petrovitsj Gannibal (1696-1781), een adoptiefzoon van tsaar Peter de Grote en Catharina I, die als achtjarig jongetje  als geschenk was gegeven aan de tsaar. Vroeger werd meestal gedacht dat Gannibal afkomstig was uit Abessinië (Ethiopië of Eritrea), maar tegenwoordig lijkt het vast te staan dat hij was geboren in het huidige Kameroen. Dikwijls werden het hartstochtelijke temperament en de sensualiteit van Aleksandr Poesjkin aan deze 'negroïde' afstamming toegeschreven.
In zijn kinderjaren werd Poesjkin bijna volledig in het Frans opgevoed. Doordat hij over een goed geheugen beschikte, kende hij op zijn elfde veel van de toenmalige Franse literatuur uit zijn hoofd. Het is door zijn kindermeisje, zijn 'njanja', dat hij met de Russische taal, sprookjes en volksverhalen vertrouwd raakte. De herinneringen aan deze sprookjes verwerkte hij later in het verhalende gedicht Roeslan en Ljoedmila (1818-1820), dat hem al op jonge leeftijd in heel Rusland beroemd maakte.
In 1811 begon Poesjkin zijn studies aan het door de tsaar opgerichte Tsarskoje Selo-lyceum, nabij Sint-Petersburg. Tijdens de zes jaren op de eliteschool begint Poesjkin te schrijven, en publiceert hij zijn eerste gedicht. Zijn talent als dichter werd er vlug opgemerkt. Na zes gelukkige jaren in het lyceum stortte Aleksandr Poesjkin zich in het uitgaansleven van Sint-Petersburg. In deze periode is Poesjkin ambtenaar bij het ministerie van Buitenlandse zaken. Een onduidelijke functie, want hij hield zich voornamelijk bezig met feesten, vrouwen en poëzie. Zijn turbulente liefdesleven belette hem immers niet om zich verder aan de dichtkunst te wijden.
In het tsaristische Rusland was de censuur echter streng en de pen van Poesjkin vlijmscherp. Zijn doen en laten werden nauwlettend gevolgd en een gedicht zoals Ode aan de vrijheid (1818) en talrijke epigrammen circuleerden in vrijheidsgezinde en anti-tsaristische kringen. In 1820 werd Poesjkin verbannen uit Sint-Petersburg. Dit redde waarschijnlijk zijn leven, want het heeft hem belet om, zoals vele van zijn literaire vrienden, deel te nemen aan de Dekabristenopstand van 1825.
Tijdens zijn ballingschap op het platteland schreef Poesjkin een groot deel van zijn meesterwerk Jevgeni Onegin. In 1826 hief tsaar Nicolaas I onder strikte voorwaarden zijn verbanning op. Aleksandr Poesjkin keerde terug naar Sint-Petersburg, maar was min of meer een 'gevangene' van de tsaar.
In april 1830 verloofde Poesjkin zich met Natalja Nikolajevna Gontsjarova (1812 - 1863), zijn '113de liefde', zoals hij haar zelf noemde, maar ook zijn 'Madonna'. Hij bracht een deel van de zomer door in Sint-Petersburg en reisde via Moskou door naar Boldino in de provincie Nizjni Novgorod, waar zijn vader hem als huwelijkscadeau een deel van het familielandgoed had geschonken. Kort na zijn aankomst daar op 3 september 1830 brak een cholera-epidemie uit. In de daaropvolgende lockdown zat Poesjkin vast tot eind november, wat hem tot een verbazingwekkend hoge creativiteit aanzette.
Tot de werken uit die tijd behoren het dichtsprookje Het verhaal van de dorpspriester en zijn werkman Balda, het verhaal Het huisje in Kolomna over een weduwe die een kokkin huurt die uiteindelijk een huzaar blijkt te zijn,  de Kleine tragedies: een reeks psychologische gedichten, en Een feest tijdens de pest, een vrije adaptatie van een toneelstuk van de minder bekende Engelse auteur John Wilson. De wrekkige ridder is een toneelstuk over een vader die zijn zoon geen financiële hulp wil bieden; om insinuaties te vermijden dat het over zijn eigen vader zou gaan, beweerde Poesjkin bij de publicatie in 1836 dat het een vertaling van een Engels werk was. De bekendste van de kleine tragedies is Mozart en Salieri, dat Peter Shaffer inspireerde tot Amadeus. Een andere van de kleine tragedies verwijst eveneens naar Mozart: De stenen gast is een bewerking van het verhaal van Don Juan.
Na zijn talloze amoureuze escapades trouwde Poesjkin dan uiteindelijk in 1831 met Natalja. Ze kregen samen vier kinderen: 
- Maria (°1832),
- Alexander (°1833),
- Grigori (°1835) en
- Natalja (Sint-Petersburg, 23 mei 1836 - Cannes, 4 mei 1913), later gravin van Merenberg door haar huwelijk met prins Nicolaas Willem van Nassau.

Het huwelijk tussen Aleksandr en Natalja schijnt gelukkig geweest te zijn, ware het niet dat de jaloersheid van Poesjkin hem parten speelde. Het is een vermeende 'affaire' van Natalja die de directe aanleiding was tot het fatale duel op 27 januari 1837 van Poesjkin met Georges-Charles de Heeckeren d'Anthès, zijn zwager, de adoptiefzoon van de Nederlandse gezant (hoewel velen er toen, en ook nu nog, een complot van de regering in zagen). Volgens de Poesjkinhagiografie loste d'Anthès het eerste schot nog voor de voorgeschreven tien passen waren afgelegd. Aleksandr Sergejevitsj Poesjkin stierf op 29 januari 1837 aan zijn verwondingen opgelopen in dit duel. De Nederlandse gezant, J.D.B.A. baron van Heeckeren, verliet vanwege de verbanning van zijn adoptiefzoon zelf ook Rusland.

## Werk
Naast een uitgebreid oeuvre van verhalende en lyrische gedichten, waaronder Ik had je lief, Nacht, Winteravond en Herfst, heeft Poesjkin ook proza nagelaten, zoals De verhalen van wijlen Ivan Petrovitsj Belkin, De kapiteinsdochter en Schoppenvrouw.
Van Poesjkins werk zijn enkele opera's gemaakt. Modest Tsjaikovski werkte Schoppenvrouw om tot een operalibretto, waarbij diens broer Pjotr Iljitsj Tsjaikovski de muziek schreef. Tsjaikovski zette ook Jevgeni Onegin op muziek, de tekst was voor dit doel omgewerkt door de componist in samenwerking met Konstantin Sjilovski. Van Boris Godoenov maakte Modest Moessorgski een "muzikaal volksdrama in vier bedrijven en een proloog". Twee Russische componisten zetten Roeslan en Ljoedmila op muziek: als opera door Michail Glinka in 1842, als het orkestwerk Skazka door Nikolaj Rimski-Korsakov in 1880. Mozart en Salieri uit de vier Kleine Tragediën werd in 1897 eveneens door Rimski-Korsakov als stof voor een opera, met behoud van de titel, gebruikt. Kort voor diens overlijden in 1908 maakte hij van Poesjkins De gouden haan eveneens een opera (1906/07). De vriend van Diaghilev, de dichter, librettist en danser Boris Kochno, schreef in 1921 op basis van Het huisje in Kolomna het libretto van Mavra, een opera buffa gecomponeerd door Igor Stravinsky.
Nog steeds wordt Aleksandr Poesjkin in de Russische wereld en daarbuiten vereerd en gelezen. Vanaf zeer jonge leeftijd horen de kinderen zijn poëzie in Russische sprookjes, maar ook door volwassenen wordt hij veel gelezen omwille van zijn vloeiende, muzikale taal.
Hans Boland vertaalde het gehele oeuvre van de schrijver.

### Gedichten (kleine selectie)
- 1817: Vrijheid. Een ode (Вольность. Ода)
- 1818: Aan Tsjaadajev (К Чаадаеву)
- 1825: Aan *** (К ***)
- 1825: Winteravond (Зимний вечер)
- 1826: De profeet (Пророк)
- 1826: De dichter (Поэт)
- 1830: Mijn stamboom (Моя родословная) – gedicht als antwoord op de laster, gericht op zijn afkomst

### Verhalende gedichten
- 1821: De krijgsgevangene van de Kaukasus (Кавказский пленник, Kavkazskij plennik)[a]
- 1821: Gabriëlslied (Гавриилиада)
- 1822: Vadim (Вадим)
- 1822: De roverbroeders (Братья разбойники, Bratj́a razbojniki)[b]
- 1823: De fontein van Bachtsjisaraj (Бахчисарайский фонтан)
- 1824: De zigeuners (Цыганы)
- 1825: Graaf Noelin (Граф Нулин)
- 1829: Poltava (Полтава)
- 1830: Het huisje in Kolomna (Домик в Коломне)
- 1833: Angelo (Анджело)
- 1833: De bronzen ruiter (Медный всадник)

### Roman in verzen
- 1823–1832: Jevgeni Onegin (Евгений Онегин)

### Sprookjes in verzen
- 1820: Roeslan en Ljoedmila (Руслан и Людмила)
- 1825: De bruidegom (Жених)
- 1830: Het sprookje van de priester en zijn knecht Balda (Сказка о попе и о работнике его Балде)
- 1830: Het sprookje van de berin (Сказка о медведихе) – onvoltooid
- 1831: Het sprookje van Saltan (Сказка о царе Салтане)
- 1833: Het sprookje van de visser en de vis (Сказка о рыбаке и рыбке)
- 1833: Het sprookje van de dode prinses (Сказка о мертвой царевне)
- 1834: Het sprookje van de gouden haan (Сказка о золотом петушке)

### Toneel
- 1825: Boris Godoenov (Борис Годунов)
- 1830: Kleine tragedies (Маленькие трагедии)
  - De stenen gast (Каменный гость)
  - Mozart en Salieri (Моцарт и Сальери) – de inspiratiebron voor Amadeus
  - De vrekkige ridder (Скупой рыцарь)
  - Een feest tijdens de pest (Пир во время чумы)
- 1832: Roesalka (Русалка) – onvoltooid

### Proza
- 1827: De moor van Peter de Grote (Арап Петра Великого) – onvoltooid
- 1830: De verhalen van wijlen Ivan Petrovitsj Belkin (Повести покойного Ивана Петровича Белкина)
  - Het schot (Выстрел)
  - De sneeuwstorm (Метель)
  - De doodkistenmaker (Гробовщик)
  - De postmeester (Станционный смотритель)
  - Het adellijke boerenmeisje (Барышня-крестьянка)
- 1830: De geschiedenis van het dorp Gorjoechino (История села Горюхина) – onvoltooid
- 1831: Roslavlev (Рославлев) – onvoltooid
- 1833: Doebrovski (Дубровский) – onvoltooid
- 1834: Schoppenvrouw (Пиковая дама)
- 1834: Kirdzjali (Кирджали)
- 1834: De geschiedenis van Poegatsjov (История Пугачева)
- 1835: Egyptische nachten (Египетские ночи) – onvoltooid
- 1836: De kapiteinsdochter (Капитанская дочка, Kapitanskaja dosjka)[c]
- 1836: De reis naar Erzurum (Путешествие в Арзрум)

### Non-fictie
- 1830 De dichter en de massa